# لويل كونينغهام
لويل كونينغهام (بالإنجليزية: Lowell Cunningham)‏ هو كاتب خيال علمي وكاتب أمريكي، ولد في 21 مايو 1959 في فرانكلين في الولايات المتحدة.

## وصلات خارجية
- لويل كونينغهام على موقع IMDb (الإنجليزية)
- لويل كونينغهام على موقع قاعدة بيانات الفيلم (الإنجليزية)